# 사이 팔라비
사이 팔라비(힌디어: साई पल्लवी, 영어: Sai Pallavi, 1992년 5월 9일 ~ )는 인도의 배우, 댄서, 내과의사이다.